# Leopold Zunz
Leopold Zunz (Detmold, 10 agosto 1794 – Berlino, 17 marzo 1886) è stato un ebraista tedesco, rabbino dell'Ebraismo riformato e fondatore del movimento Wissenschaft des Judentums.

## Biografia

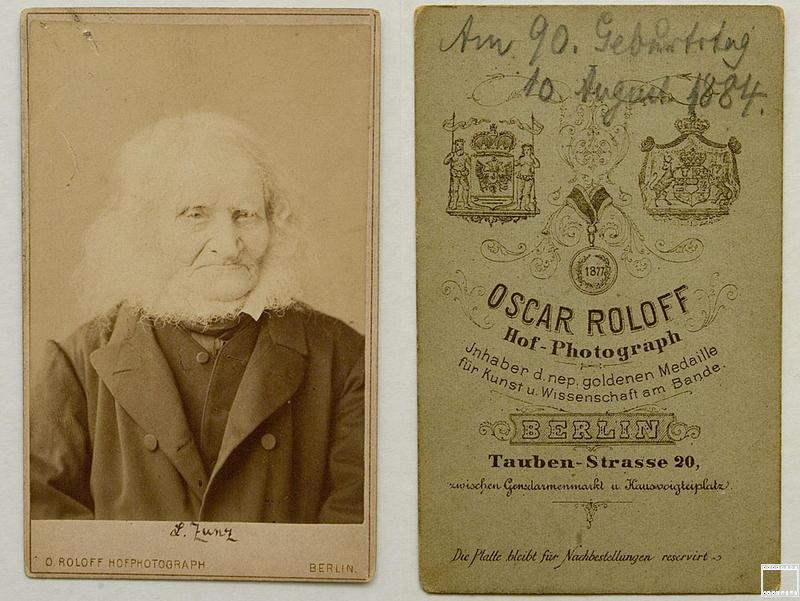
Leopold Zunz, immagine del 10 agosto 1884

Era il figlio del talmudista Immanuel Menachem Zunz (1759-1802) e di Hendel Behrens (1773-1809), figlia di Dov Beer, un assistente cantore della comunità di Detmold. Pochi mesi dopo la nascita, la famiglia si trasferì ad Amburgo, dove apprese dal padre la grammatica ebraica, il Talmud e il Pentateuco. Il padre, suo primo maestro, morì a luglio del 1802, quando Leopold non aveva ancora otto anni. Fu quindi ammesso alla scuola ebraica pubblica fondata da Philipp Samson a Wolfenbüttel. A luglio del 1803 lasciò il paese nativo vedendo per l'ultima volta la madre che morì sei anni dopo, mentre lui era impegnato a Wolfenbüttel.
Nel 1807, Samuel Meyer Ehrenberg fu nominato direttore dell'istituto, dove introdusse nuove materie di studio: religione, storia e geografia, francese e tedesco. Il rettore divenne suo mentore e rimase suo amico personale fino alla morte nel 1853.
Conseguita la laurea all'Università di Berlino e il dottorato ad Halle, fu ordinato sacerdote dal rabbino ungherese Áron Chorin e per due anni prestò servizio alla Sinagoga di Berlino, centro culturale dell'Ebraismo riformato tedesco.
Nel 1818 pubblicò l'articolo programmatico Etwas über die rabbinische Litteratur ("Sulla letteratura rabbinica"), che fissò l'agenda intellettuale della Wissenschaft des Judentums ("Scienza dell'ebraismo"), intesa come strumento di divulgazione, preservazione e trasmissione del corpus letterario giudaico, tramite un approccio accademico e interdisciplinare ai testi storici. 

Nel 1819, fondò nella capitale la Verein fur Kultur und Wissenschaft der Juden (Società per la cultura e la scienza degli Ebrei), insieme al giovane poeta Heinrich Heine. Nel 1822 sposò Adelheid Beermann e, l'anno successivo, Zunz divenne il direttore della rivista Zeitschrift fur die Wissenschaft des Judenthum, che promosse la trasmissione di una scienza giudaica areligiosa, applicata alle tradizioni e all'eredità letteraria del tempo.
Attivo nella vita politica, nel 1840 divenne il direttore del seminario rabbinico (Lehrerseminar) di Berlino, posizione che risolse i suoi problemi economici, dalla quale si dimise dieci anni dopo, a seguito della concessione di un vitalizio. Alla morte della moglie nel 1874, decise di ritirarsi anche dalla politica.
Rispettoso dei riti della tradizione ebraica, si avvicinò alla posizione dei riformatori simbolisti che insistevano sulla funzione simbolica delle cerimonie, subordinata alla necessità di un significato suggestivo e universalmente  comprensibile. Ciò contrastava con l'usanza ebraica di eseguire le prescrizioni rituali divinamente rivelate, senza la pretesa di indagarne il reale significato.

### Opere
- Die gottesdienstlichen Vorträge der Juden (1832)
- Die synagogale Poesie des Mittelalters (1853)
- Literaturgeschichte der synagogalen Poesie (1865)

Molti saggi di critica biblica e di storia sono raccolti nei tre volumi di Gesammelte Schriften, pubblicati tra il 1875 e il 1876.